# جيسيكا كليمكيت
جيسيكا كليمكيت (مواليد 21 ديسمبر 1996) هي لاعبة جودو كندية، فازت بالميدالية البرونزية في وزن 57 كج في الألعاب الأولمبية الصيفية 2020.